# 黒軍 (ハンガリー)

黒軍の旗

黒軍（ハンガリー語: Fekete sereg[ˈfɛkɛtɛ ˈʃɛrɛɡ] 「黒き軍団（ないしは連隊）」）は、ハンガリー国王マーチャーシュ・コルヴィヌスに仕えた軍隊に与えられた歴史上における共通の名称である。その祖先である初期傭兵軍の中核はマーチャーシュの父であるフニャディ・ヤーノシュの時代である1440年代初頭に出現している。
ハンガリーにおける黒軍の年代は伝統的に1458年から1490年までを含む。黒軍の人間は全期間にわたって金で雇われた傭兵と同じように戦い、純粋に戦場の芸術に身を捧げた。この時代のほとんどのヨーロッパの傭兵は危機の時期に一般の住民から徴兵され、兵士は一年のほとんどをパン屋、農民、煉瓦職人、その他として働いた。黒軍はこの時代に設置された傭兵の中では非常に巨大なものであり、彼等は オーストリア・ウィーン (1485年)、モルダヴィアの一部を占領した。
軍の中核は、元来は8千から1万人の傭兵であり、後には持続的に3万人の規模に膨れ上がれ、侵略期間はその2倍となった。兵士達は主にボヘミア人、ドイツ人、セルビア人、ドイツ人であり、1480年以降はハンガリー人であった。黒軍の各5番目の兵士は歩兵部隊の中で火縄銃を有していたが、この比率は当時では尋常ではなかった。中世の銃器は高価であったため銃兵をそれ以上増加させることは不可能であった。軍隊の主力は歩兵、砲兵、重騎兵であった。重騎兵の機能は輝く甲冑を身にまとった歩兵と砲兵を守備することであり、その一方で他の部隊は 適当に配置され、敵軍を強襲することで驚かせた。黒軍の重要な勝利の一つにハンガリーがオスマン帝国を撃破したブリードフィールドの戦いがある。マーチャーシュ・コルヴィヌスの死は黒軍の終焉を意味していた。次の国王ウラースロー2世は黒軍を維持する費用を許可しなかったからである。

## 近代的で巧みに組織化された徴兵制度
マーチャーシュ・コルヴィヌス統治下における最初の年に、“祖父” ジギスムント・フォン・ルクセンブルクの遺産としての軍隊の徴募の構成を設置した。その軍の主力は貴族の連隊とMilitia Portalis（荘園の義勇軍）によって供給されて統制される兵士であり、この内訳は20ごとの農奴の地区(portae)にて貴族が射手隊を高めて国王に貸与することが命じられたと説明されている。後にこの義務は再考され、上限は33の領地につき1人の射手隊から100の荘園につき3人の射手隊へと上げられた。これ等は農奴を有していなかったが、貴族が国家の争いの際には地方の伯爵として参加しなければならない領地を有していた。マーチャーシュの初期の統治下での傭兵の明確な数は示されていない(1463年のJajce城包囲戦の際にJanus Pannoniusは傭兵軍の数について言及していない)。
非常時の場合、実際の王には急に民衆を動員する力を有する最後の機会が存在した。各貴族は、その社会的階級に関係なく、自身の武器と共に参加することを余儀なくされ、国王の私的な衛兵の皆が利用可能となった。衛兵達は何時でも召集されて15日間は戦うことが許されず、彼等の戦場での行動はハンガリー国境内に制限された。いわゆるinsurrectio (貴族の反乱) は徴兵の観点から時代遅れとならざるを得なかったが、それでも1809年のRaabの戦いまで効果を発揮した。その主な理由として金を払うことで貴族を参加させることが残っていたからである。しかしマーチャーシュがその参加する数を次第に減らして大軍の中に呼び入れたことから衛兵は次第に黒軍の中で目立った働きのない軍団に編入された。
1459年のセゲドの法でマーチャーシュは20の農奴を射手隊に加入させる基礎を復活させた(この時は人数に基礎をおいている)。男爵のmilitia portalis は最早、地方の貴族の連隊に数えられていなかったが、伯爵の軍隊（指揮官は国王が任命した）に編入されて同様に国外に送ることが出来た。マーチャーシュは同時にinsurrectio's の奉仕する期間を15日から3か月に上げた。

## 最初の傭兵から定期的に有給を払われた兵士まで
| 国 | 統治者                                     | 軍の規模 | 展開                               | 調査の対象となった年 |
| イングランド王国 | エドワード1世                              | 28,700   | フォールカークへの遠征1            | 1298年               |
| フランス王国 | フィリップ4世                              | 44,700   | イングランド-スコットランド戦争2   | 1340年               |
| ヴェネツィア共和国 | 統領 トンマーゾ・モチェニーゴ（en）        | 36,000   | 軍事による平和3                    | 15世紀               |
| ミラノ公国 | フィリッポ・マリーア・ヴィスコンティ（en） | 30,000   | マクローディオの戦い（en）4        | 1427年               |
| ハンガリー王国 | マーチャーシュ・コルヴィヌス               | 28,000   | ウィーン包囲5                      | 1486年               |
| オスマン帝国 | メフメト2世                                | 100,000  | ベオグラード包囲戦 (1456年)（en）6 | 1456年               |
| サヴォイア公国 | アメデーオ6世・ディ・サヴォイア（en）      | 3,000    | ガリポリ7                          | 1366年               |
| 1 3,000 の重騎兵と25,700 以上の歩兵から成る 2重武装の兵士と16,700 の軽装の兵士から成る 33,300艘の船の乗組員 4見積もり 5(2/3 が騎兵) 6概数 7300 がヴェネツィアの海賊、クシー領主アンゲラン7世指揮下のイングランドの傭兵 |                                            |          |                                    |                      |

これ等の努力が聞こえるにも係わらず、黒軍が発揮される方法は幾つかの点で管理されていない。1458年にマーチャーシュは己の競争相手に対抗して自己の立場を強化するためにボヘミア国王イジーから500の騎兵を借り入れた。これは貴族の連隊の廃れから大金で能力を高められた兵士への転換点となった(この場合はフス派の残党であり、その戦術は後に黒軍に採用された)。マーチャーシュは適応する熟練兵を必要としており、そのためヤン・イスクラ率いるボヘミア地方からの脱走兵の軍団を選んで定住させたが、イスクラはそれ以前から既に北部で日々の略奪品を求めて略奪を働いていた。イスクラは1463年のen:Peace Treaty of Wiener Neustadtで王室の王室からの特許状を確約して2つの城(ŞoimuşとLipova及びその兵士には25.000ドゥカスの給料が支払われた。翌年にイスクラはオスマン帝国と戦うためにボスニアに赴いた。
また1462年にマーチャーシュは自身の馬係に仮にヴェネツィア共和国が約束通りに費用を負担してくれるのなら（ハンガリーにとっては不運にもこの財政援助は年々延長された）、オスマン帝国に対する聖戦を始めるには8000の騎兵が必要であるとの言葉を発している。最初の主要で大規模な傭兵の徴兵が現れたのはボヘミア戦争中（1468年 – 1478年）であるが、そこではマーチャーシュの親衛隊の中核となった6000から8000の武装した兵は黒軍に組み込まれたものである（黒軍という綽名の起源はこの時代に出た可能性が考えられる）。

## 黒軍の観点とその指揮官
軍隊と綽名が混合されたことに関する幾つかの推測が起きる。現にマーチャーシュ死去までに"黒色" に帰する言及は記録されていない。黒軍に関しては、マーチャーシュ没後に給料が払われなかった悪名高き軍隊の残兵が既に国境地帯の村を既に略奪した時に書かれた覚書からわずかに照会されているだけである。主君への喪に服す印として自身の肩に黒い筋を身にまとっていたという一つの推論が提示される。イタリアの中世の歴史家であるBonfiniが唯一、"屈強な" 熟練兵が隊列を組んでいたという言葉を用いただけである。他の推測は黒軍の著名な指揮官であるFrantisek Hagの黒い胸当てに因んで名付けられたというものである。三番目の推測は黒軍が別の指揮官であるJohn Haugwitz（その綽名は既に遠征中の英雄的な認識から冠せられていた）の“黒”の形容詞から採用したというものである。信頼に足りる言及ではマーチャーシュの軍隊（その全指揮官は他の軍隊を預かっており、黒軍の軍団長も換算される）が任務についている時は“黒軍”という名は存在しなかった。ヤン・イスクラを除く幾人かの名声を得た軍団の長の絶えまない威信は、今日ではドラキュラ伯爵の綽名で広く知られている悪名高きヴラド・ツェペシュのもとにまで及んだ。他の注目に値する軍団長にマーチャーシュの後継者であるウラースロー2世が解任された黒軍の不平不満分子の残党を解体するのを助けた en:Pál Kinizsiがいる。

## 軍団の創立とその拡大
マーチャーシュの収入が定期的かつ周期的に増えたことから傭兵の数も同じく増大した。歴史上の記録では傭兵が主としていつ軍団となったかは異なる。なぜならば相次ぐ戦争で傭兵の形態が変わり、大部分の兵士は単に戦闘や長きに渡る闘争中に雇われるだけとなった。貴族の連隊、傭兵、モルダヴィアとシレジアを征服した兵士、同盟していたモルダヴィアとワラキアの軍隊の数を数えると、国王は90000にも及ぶ巨大な軍隊を集めることができた（膨大な農民/羊飼いを徴集したにも係わらず、ワラキアとモルダヴィアはハンガリー、ポーランド、後にはオスマン帝国の封臣国のままであった）。貴族が戦場に参加することはその支援が後に金で埋め合わすことが出来るまで無視された。都市もまた、仮に熟練工を提供し軍隊の装備を生産するのなら戦闘税を払うことから解放された。
マーチャーシュは税の基盤を領地から家庭に変え、時には戦時中での2年に1回に王税を集めることで農民の税を次第に増やしていった。封臣国の貢税、西方からの寄付、地方の貴族の戦闘税、十分の一税、都市の税を換算するとマーチャーシュの年の収入は650000フローリンに達したが、他方、その宿敵である規模が強大なオスマン帝国の方は1800000フローリンであった。一般的な確信を比較すると歴史家は、10年間及んだマーチャーシュ統治下の絶頂期であった幸運な年のサイクル出来る事実上の合計した金額は800000フローリンほどであったが、財政の境界が1000000フローリンを超えることは決してなく、以前と同じく共通した数を受け取ったと推測する。1467年にマーチャーシュは税金の蓄積を容易にして支払いやすくするために中身が上質の銀（500%）で重さが半グラムと改良されたディナールを導入することで貨幣システムを改革した。マーチャーシュは同時に金の1フローリンは銀の100ディナールに等しいという割合を再制定させ、それが上手く安定したことから16世紀半ばまで維持された。
軍団は以下の三つに分けられた：騎兵は馬一頭につき3フローリンを受け取り、盾隊 は二重の金を受け取り、後に大部分がチェコ人、ドイツ人、ポーランド人から成ることになる弓隊、軽歩兵、銃兵は皆異なる金額が支払われた。中世の火器はあまりにも高価であったため、マーチャーシュは戦闘を高めるフス派の戦術（守備に基盤を置くもので、歩兵を荷馬車ないし高い大盾の背後に配置して、その一方で騎兵は一貫して敵を奇襲して"中央"を守備するというもの)を好み、弓隊は火打石従兵のために配置され後に戦闘のごく初期に共に参戦した。トランシルバニアの地方の射手、特にブラショフ出身者による銃砲の生産は役に立ち、これらに分類される歩兵はハンガリー人が主導権を握ることで安くなった。

## 河川艦隊の改革
河川艦隊 (ハンガリー語: flottila ないし naszád) は木製のガレー船、ボート（後に砲艦に強化）、小さな船から成り、これ等の艦隊はドナウ川、ティサ川、サヴァ川を航行することが出来た。1456年のベオグラードの勝利 では艦隊がオスマン軍による川の封鎖を破壊して町の包囲を解くという明白な役割を果たしたことはその重要性を示し、艦隊の意義を認識させる始まりの前兆となった。ベオグラードの勝利はマーチャーシュにより強大で優れた装備を身につけた艦隊を創立させる励みとなった。艦隊の構成員は主にセルビア人やクロアチア人といった南スラヴ人であり、主に指揮を執った主要な二つの港がベオグラードとサバスであった。1475年に野砲が導入されたことからマーチャーシュは砲撃の際に砲弾が100-200 lbの範囲で命中できるようにするために平底船に大砲を設置することを命じた。1479年にはマーチャーシュは360艘の混合した艦隊、2600人の水兵、船内での行動可能な10000人の兵士を有していた。マーチャーシュはまたアドリア海の出口を確保し、セニの港町からはBalázs Matthiasが自身の海軍による遠征に乗組むことが出来たCITEREFFenyvesi1990。マーチャーシュはまたドナウ川のデルタ地帯から黒海のキリヤに至る通商を監督することが出来たが、統治期間中は通商はオスマン海軍の支援を受けたモルダヴィア軍に掌握されていた。

## 黒軍内部での反乱
定期的にあるいは時折に新兵に支払うことが不利であることは、仮にその金が約束通りに届いていなかったとしたら新兵は単に戦場を去るか、最悪の場合は反乱を起こすことであり、実際に何件か起きている。新兵が以前に国王のもとで戦っていたカリスマ的な指揮官の指揮下で軍人としての能力を身に着けていったが、黒軍と同じように敵を排するのは困難を伴った。しかしながら新兵は数では勝っていたことから遠征の際には側面ないしは分割して配置された。より容易な解決策は指揮官が拝領した幾つかの土地や城を抵当に入れて軍役に戻ることであった(e.g. Hričovský hrad, en:Bytča to František Hag)。その例として1481年に300人の騎兵が敵対していた神聖ローマ帝国軍に加わるという集団脱走が起きている。最も記憶に残る反乱の一つに1465年にマーチャーシュがスラヴォニアでオスマン帝国を破った際に共に従軍したJan Svehla 指導下のものがある。しかし反乱軍がザグレブに接近した時、Svehla は自らの傭兵軍の財政的困難から王の許可を得て公的に攻撃を中止することを求めた。その案は拒否され、結果、Svehla とその指揮官は王旗を掲げた連隊とともに去った。
イジーは反乱軍によるニトラのComitatusへの侵略とKosztolányの要塞を占拠するのを密かに支援した。軍の平均的な人物は以前にポジェブラドや神聖ローマ皇帝 フリードリヒ3世に仕えていたチェコやモラヴィアの職業軍人であった。義勇軍を除き、そこには、フス派の信徒や報酬の代わりに略奪を好むモラヴィアの悪党であるŽebraks を含む避難所の探索としての宗教的な仲難い（異教徒と見做されていた）が見受けられた。Svehla は巧みに守備された要塞を設置して Jorig Lichtenburger と Vöttauを伯領の comeses として任命した。要塞と住民が辿る道はen:Váhやニトラの谷からオーストリア東部までに至る影響下に囲まれた範疇を有していた。マーチャーシュはその脅威を悟り、自身の "上地" の2人の指揮官であったStefan ZápolyaとLadislaus PodmaniczkyにKosztolany の包囲を命じた。マーチャーシュはスラヴォニアから戻ると包囲に加わった。わずかな機会の間、マーチャーシュがフリードリヒ3世と協同したという注目すべき記述がある。これらの連隊の殲滅を支援するためにフリードリヒ3世はUlrich von Grafeneck指揮下の重装備の軍隊を派遣した。ブラチスラヴァに到着すると Grafeneckは騎士Georg Pottendorferによって600の十字軍騎兵とともに補充された。この総勢8千から1万人に達した兵士が1467年 1月1日に幾ばかの地味な要塞化をした後に攻撃を開始した。経験豊富な黒軍の将校が務める前衛兵はかつての自身の仲間達に対抗する形で存在していた。そこにはハンガリー宮中伯 Mihály Országh、ヤン・イスクラ、Jan Haugwitz、Balázs Magyar、Pál Kinizsi、Mačvaの太守 Nicholaus Ujlaki及びボスニア-クロアチア-ダルマチアの太守Peter Sobi が含まれており、その大部分が後の攻撃で死んだ。包囲が開始される前にマーチャーシュはSvehlaに対して無条件で土地を引き返すことと引き換えに自分に再び仕える機会があること申し出た。拒絶されたるとマーチャーシュは直ちに包囲を開始して厳しい冬の季節であるにも係わらず火砲の砲火を切らせた。Svehla とその2500の兵士（及び追加された市民兵）は優勢な包囲軍に対して抵抗したが、時が経つにつれて食糧不足は頂点に達し、脱出しようとした全ての試みが失敗したことからマーチャーシュに対して上記の降伏拒否に対する報復を伴う形で降伏することを決めた。3週間後Svehlaは水路を介した後部から逃れている間に全面からの脱出を試みる素振りを見せた。その心理的弱さと力尽きた2000の側近の歩兵は包囲軍から逃れようと試みたが迅速かつ安全に逃れられる余裕はなかった。Balázs MagyarとPál KinizsiはČachticeの要塞で追いつて激突した。反乱軍の大部分が死に、わずかに250人が捕えられただけである。Svehlaは再び捕虜になることから逃れられたが、戦うにはあまりにも老いるまで農民によって保護された。
マーチャーシュは生き残っていた100人の捕虜の中から1組ずつに対して絞首刑を宣告した。これは今まで記録された中でマーチャーシュの最も残忍な報復である。処刑が執行されることとなった1467年1月31日に守備軍は慈悲を求めて認められた。また、マーチャーシュの度量の大きさを示す例としてKosztolány を落とした後に黒軍で統率力を磨いた抵抗軍の将校であるFrantišek Hagを雇ったことがある。その他の事例では1474年にFrantišek Hag は給料不足を理由に反乱を起こしたが、流血を伴うことなく集結し、マーチャーシュが死ぬまでそのもとで仕えていた。

## 戦力、戦法、装備

### 重騎兵
世紀の絶頂期には重騎兵は既に絶頂期を迎えていたが凋落の傾向を示していた。打撃力と支援抜きでの突撃する能力は重騎兵をほとんどの戦場で決定的な結果をもたらす可能性があった。重騎兵は自ら展開することはめったになかったが、仮に展開するとするならばそれは四角い陣形であった。1479年のBreadfieldでターニングポイントが起きた。大概、重騎兵は1から6の軍隊と騎士の傭兵から成っており、主力軍であった。その装備は貴族の連隊を除けば、良質の物が準備され、質も高かった。装備の所持は個々によるものではなく、国王から貸与されたものである。

#### 武器
- ランス: ランスは重騎兵が一突きする際の主要な攻撃用の武器である。ランスは約4mで、その種類は槍先が伸びた（大概は動物の尻尾、旗、その他の装飾で飾られていた）古いランスのタイプから、重装甲の鎧を突くために設計された短い円錐型の槍先まであった。その安定した取っ手は円鍔のような丸盾を使うのを可能にした。安定性は装着することの出来る騎兵の胸当ての側面の留め金(lance-arret) とともに増した。

長剣の部分。

- 剣: この時代の最も共通した剣は南ヨーロッパで作られたものであった。剣は1mの長さで、突くよりも薄く切るために設計された先端（先が丸いため）が付随した "S"-に曲がった十字形鍔を有していた。剣の厚い柄頭はバランスを取り、接近戦の際に突っ走る際に役に立った。世紀の後半に人気となる他のバージョンは＿そこでは胴体全体が十字側鍔を除き酷似していた＿敵の刃を破壊するないしは打ち曲げるために留め金の方に向いて曲げられていた。130–140 cm の長いバスタードソード（片手半剣）も使われるようになった。必携武器としての鋸状あるいは刃が炎のように波打った形状の短剣や（両者とも円形の守備陣とともに）、ミセリコルデ（慈悲の剣、とどめを刺すために用いる）が供給された。
- これらを除き、黒軍はゴシック状の鎚矛や輪ぶち状の鎚矛 (ハンガリー人によって鉄の三角形に覆われた頭部は完璧なものとなった)、斧、クロスボウ(balistrero ad cavallo) や防備用の円盾型の長方体の短い盾(スクトゥム, (petit pavois) といった予備の武器を持ち込んだ[23]。

### 軽騎兵
伝統的なユサールはマーチャーシュによって紹介され、以後、軽騎兵はhuszárと呼ばれるようになるが、その名前は、貴族は所有する20人の農奴を高められた兵士として用意しなければならないという創案計画の記述のhúsz (20)に由来する。1397年の Timişoaraの会議の後に軽騎兵は分離された軍隊として創立された。軽騎兵は黒軍内の順位で二番目に位置付けられ、次第にエリート部隊と見做されるに至った。軽騎兵は、モルダヴィア人、トランシルバニア人及び貧弱な武器を有していたが次第に良質の弓騎兵と見做されるようになる最初農奴といった明白に暴徒の集団であるmilitia portalisから召集された。軽騎兵は指揮官(capitaneus gentium levis armature)のもとで25 (turma) lのグループが分けられた。軽騎兵の戦場での働きは偵察、安全の確保、徘徊、敵の前線の切断、攪乱がある。軽騎兵は、同時に強力な中央部の重騎兵に対する予備の側面攻撃への作戦行動(有利な強襲攻撃) の任務についた。

#### 武器
ヘルメット、楔帷子の上着、サーベル、円い小盾、槍、投げる時の斧及びtopors。
- サーベル(szablya): 一つのタイプは伝統的に南ヨーロッパのもの ("S"に曲がった十字鍔)が次第に曲がった形（トルコ風）に変わったものである。他のタイプは所謂huszarszablya (フスサーベル)で, a 40mm 厚い多様なサーベルで3–6 リベットを突く。
- 弓: 伝統的なマジャールの混成弓と重騎兵の影響からより活発的なトルコ-タタールの弓がもたらされた。
- 斧: 投げ斧は同時に軽騎兵の幾つかの役割を有していた。半分短く削られた1ピースの金属から出来ていた。仮に刃の弧が、大部分が平らか薄く曲げられていたとしたら、それはハンガリータイプの斧 と呼ばれていた。上記の嘴に似た突き斧の補充として好まれ、より強力に突くために嘴に見える突き出た先端を有していた[23]。

### 歩兵
歩兵の重要性は低かったが、軍の保全を保つ安定した基礎が形付けられた。歩兵は様々な民族が混在し、重歩兵、盾兵、軽歩兵、銃兵から成っていた。歩兵の特徴は金属板と楔帷子の甲冑の結合を含み、大盾(これらが描かれている柳木の巨大な盾は、大概は革と亜麻布で装飾されて覆われていた)を含んでいた。後に、敵の攻撃を掌握する、動きやすいフスの様式であるターボル (戦闘車両を雇う数は制限されていた)で背後から攻撃する（銃兵が最初に、火矢が直接交戦する）整列した歩兵を覆うという複数の目的のために使われた。

#### 武器
弓、クロスボウ、火縄銃を含む様々な遠隔武器; ハルバード（矛槍）、パイク（槍）、オウルパイクといった近接武器の全種; 投石、フレイル（殻竿）のようなフス派/農民の武器; モーニングスター、戦斧、古典的な剣やサーベルのような携帯武器。
- 混戦用の武器: コルセスカ、グレイブ（薙刀）、パルチザン、フリウリスピアー及びハルバードの全てが個々の歩兵の社会的地位ないしは個性に合わせる形で採用された。15世紀型のハルバードは移行期であり、それはハチェット（手斧）とオウルパイクが合体し、時には馬上の騎士を引っ掛けて突き刺す要撃を増すために使われる"嘴" が送付されたものであった。ハルバードの側面には2つに切断されるのを防ぐための鉄製の langlets で覆われていた。
- 弓: 最も使用しやすい弓はクロスボウであった。マーチャーシュに仕える弓兵の数は1470年代には4000に達した。弓兵は第二の武器（この時代にはあまり使われることはなかった）としてサーベルを使用した。弓兵の主に有利な点は重装甲の甲冑に打撃を与えられることであるが、その一方で不利な点は自身が置かれる位置で移動する際に防御が必要だということである。
- 火縄銃: マーチャーシュは弓と比べて火縄銃を冷遇した。銃兵は初期の戦闘の段階では突撃した。その得ることが出来る可能性は、値段の高さと初期手銃の危険性（自爆した）から銃兵が高い効果を得るのは困難であり、特により少数の集団に対する戦闘や接近戦がそうであった。ハンガリー軍の特徴は熊手を自らの銃を安定させるために使わなかったことだが、その代わりに大盾（あるいは時には荷車の手摺の上に）の上に置いた。schioppi (手銃) とarquebus à croc (大砲と混同してはならない) の二つのタイプが同時に実行された。銃は"bearded" light guns、forked guns、初期マスケット (鉄の筒は肩に押し付けられる木製のグリップと合成した)の3つの等級に区分される。銃の口径は16〜24mmである[23]。

武器
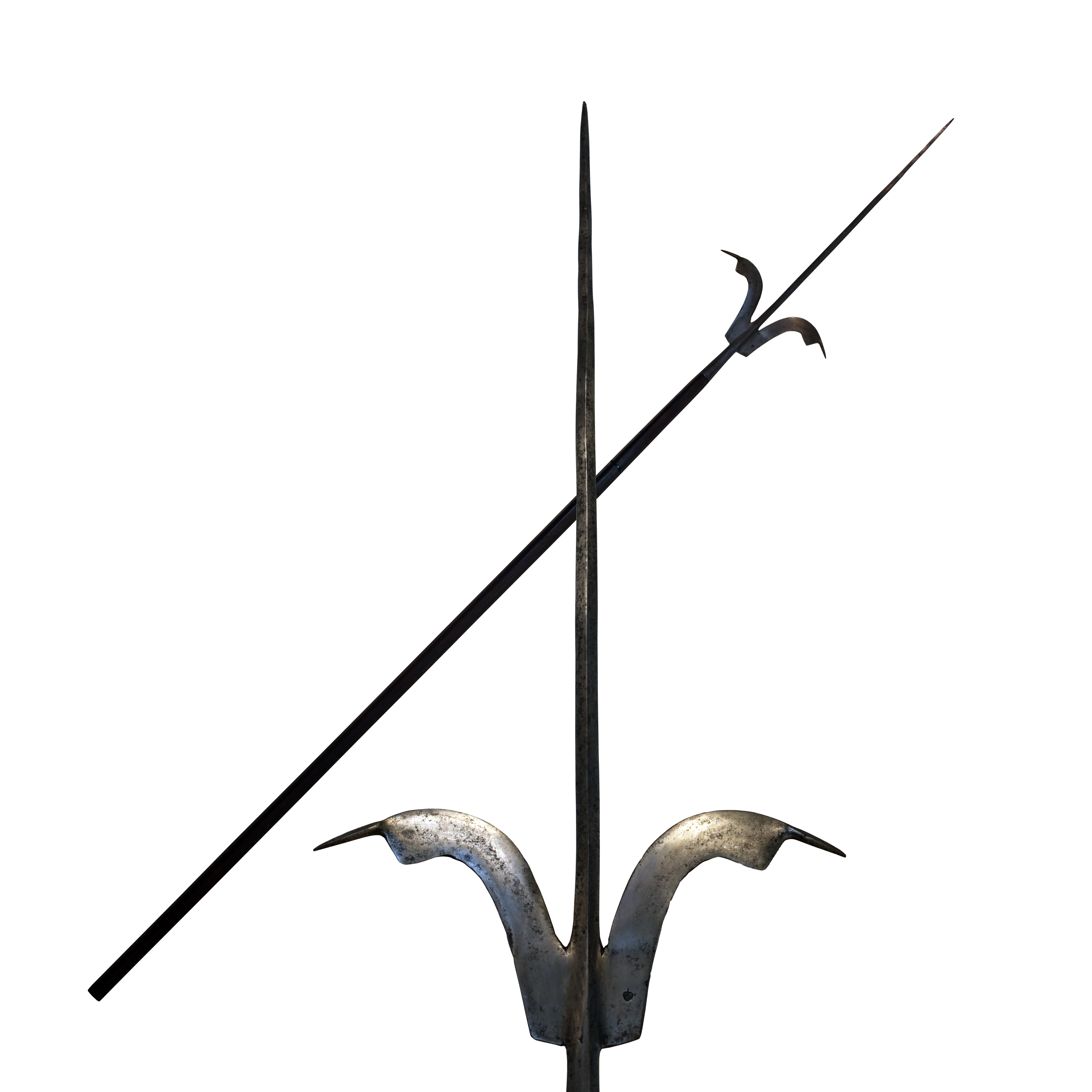
コルセスカ
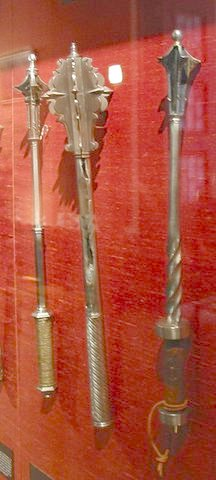
出縁形メイス
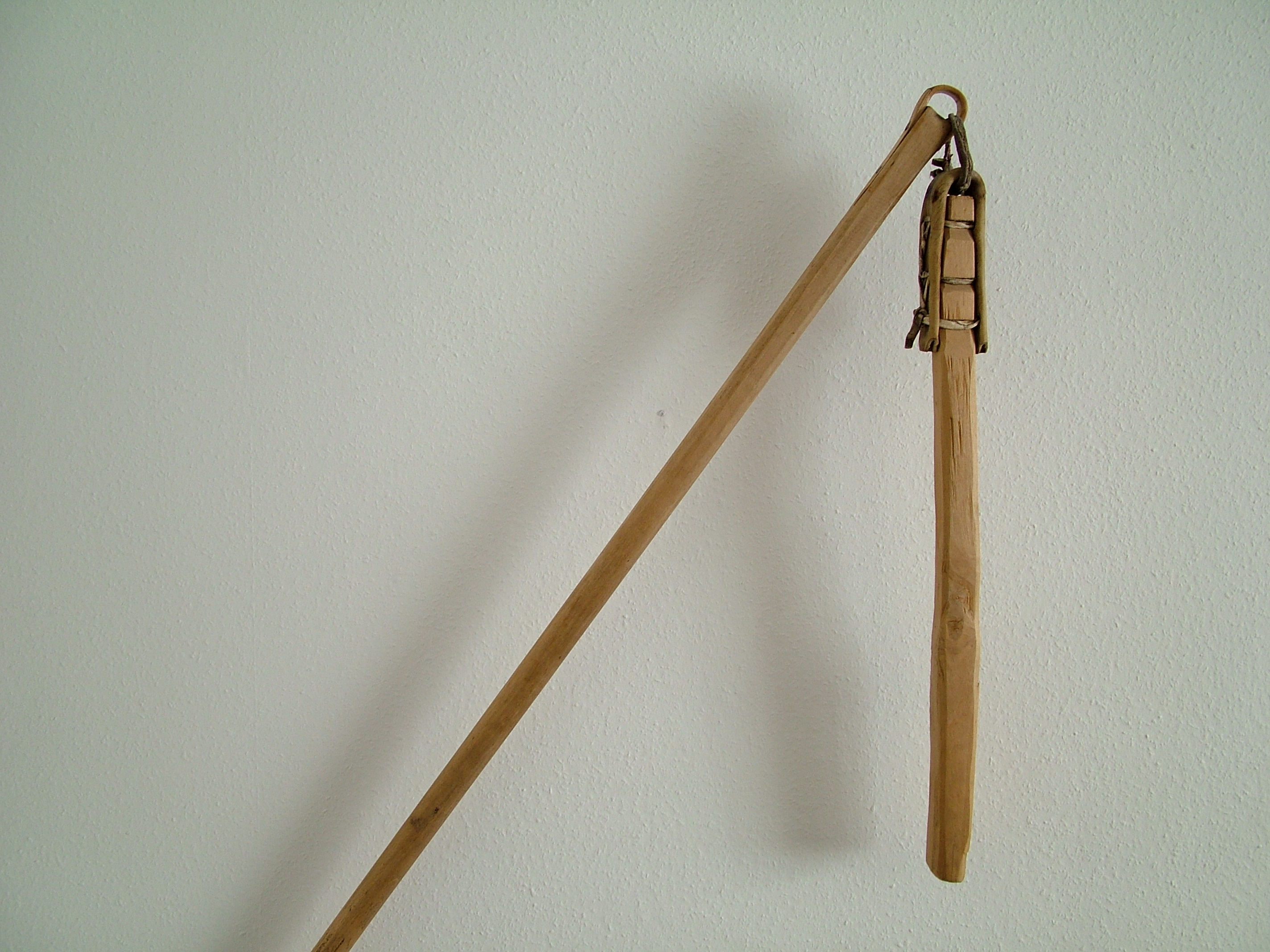
農民のフレイル
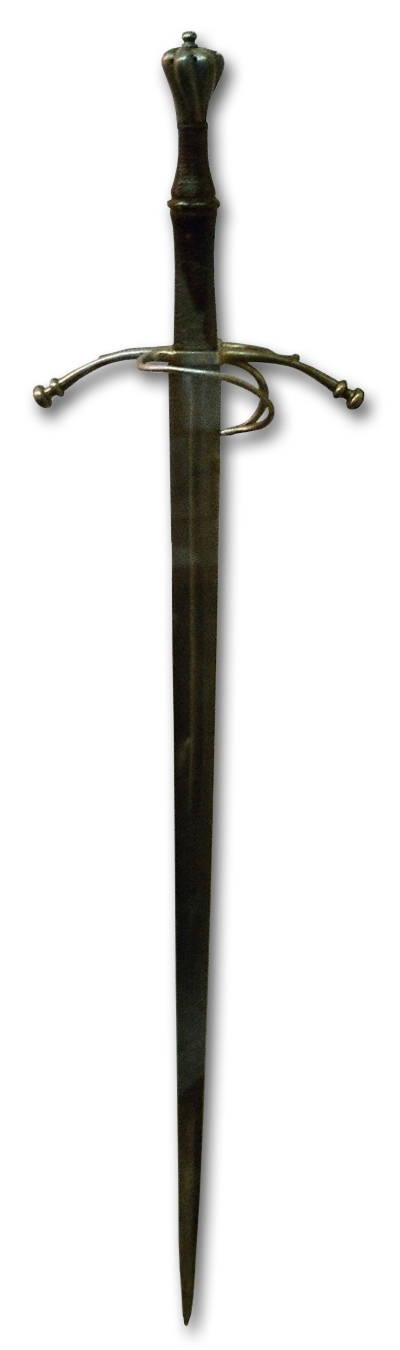
バスタードソード（片手半剣）
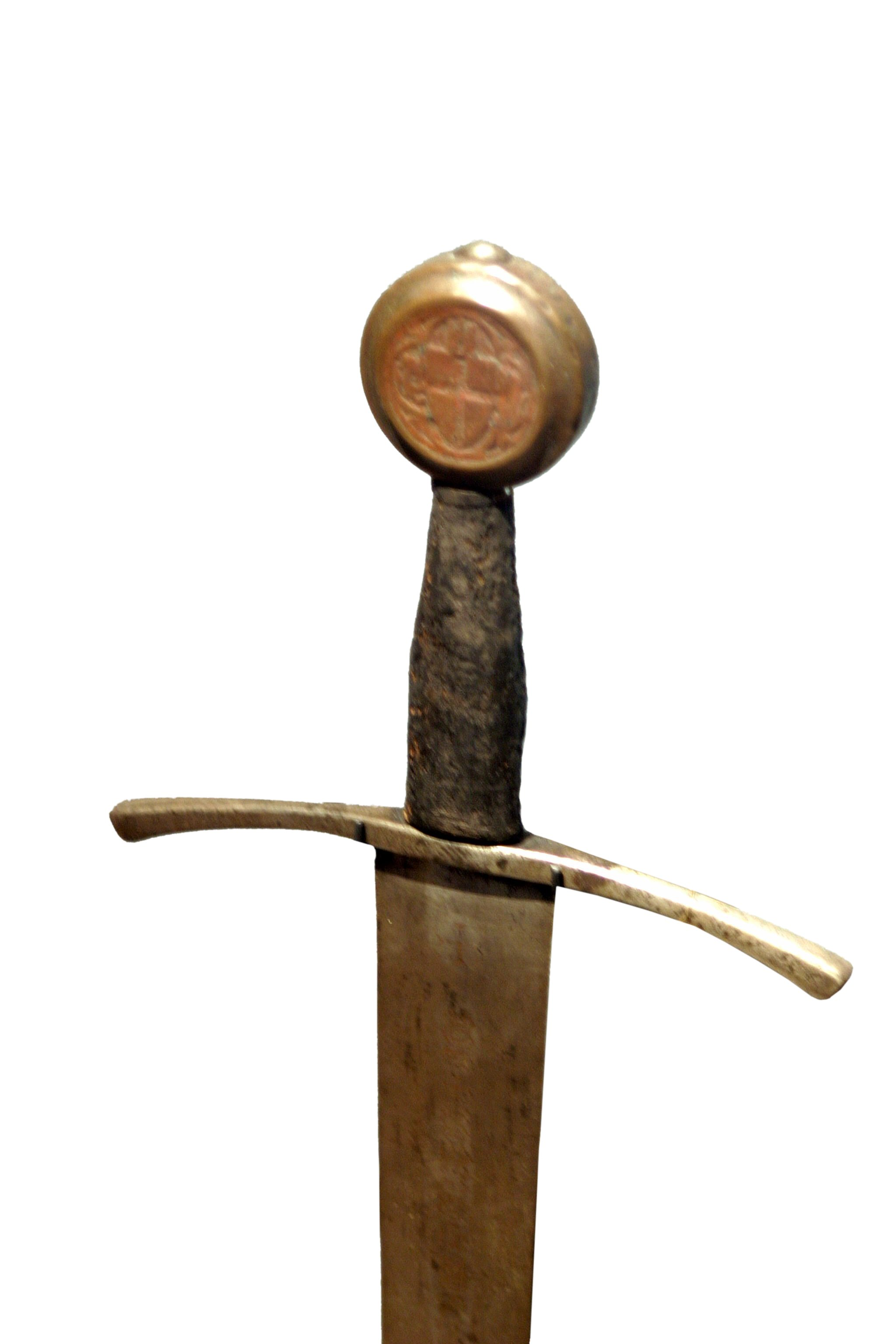
鍔と一体化した剣
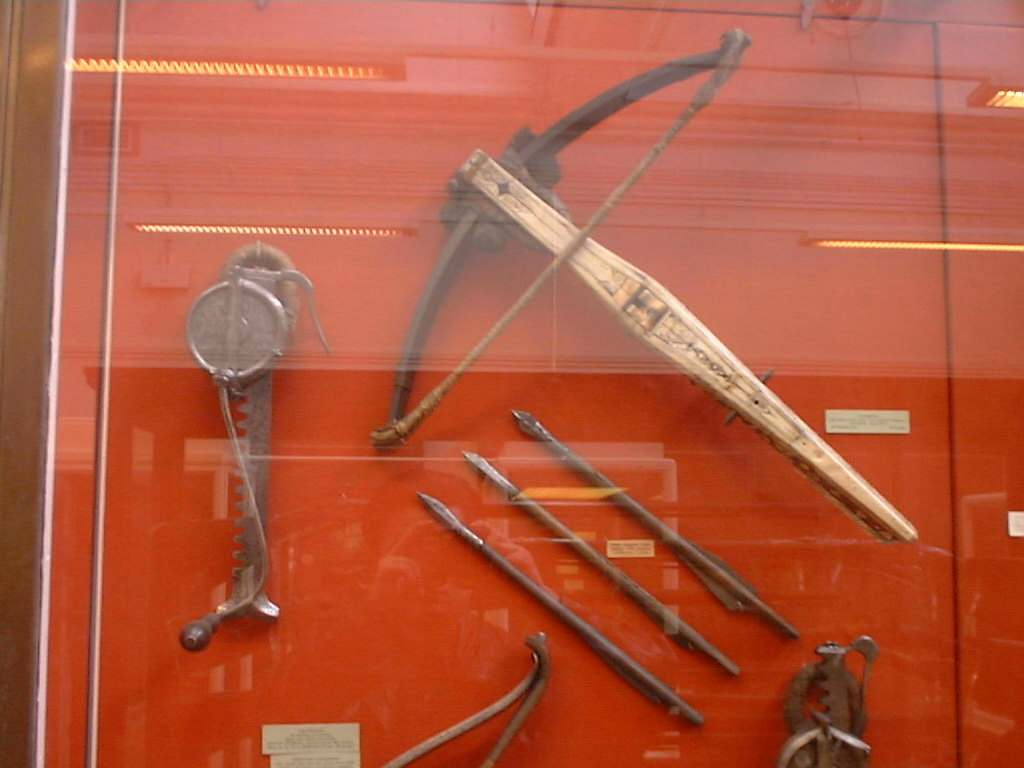
クロスボウと付属品

## 戦闘と黒軍の代表的な指揮官

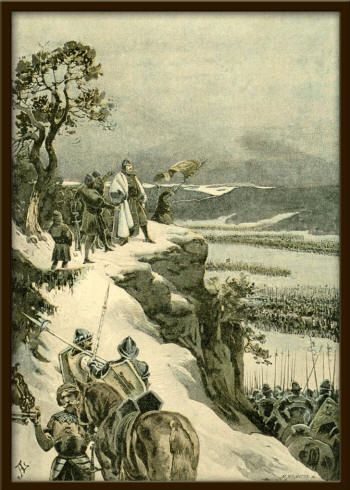
アドルフ・リープシャー(画): 包囲するマーチャーシュの軍を視察するイジー・ス・ポジェブラト。
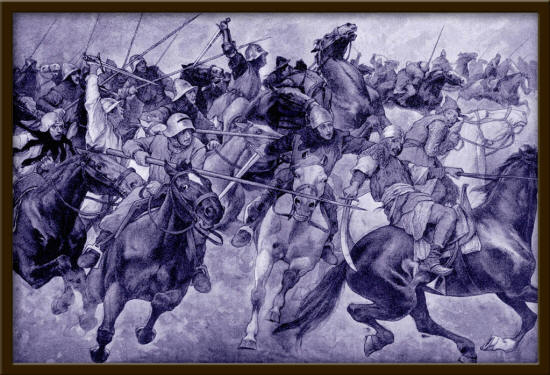
ヴェンツェスラフ・チェルニー(画):1469年にUherský Brod でハンガリー軍に勝利したJindřichPoděbradský。
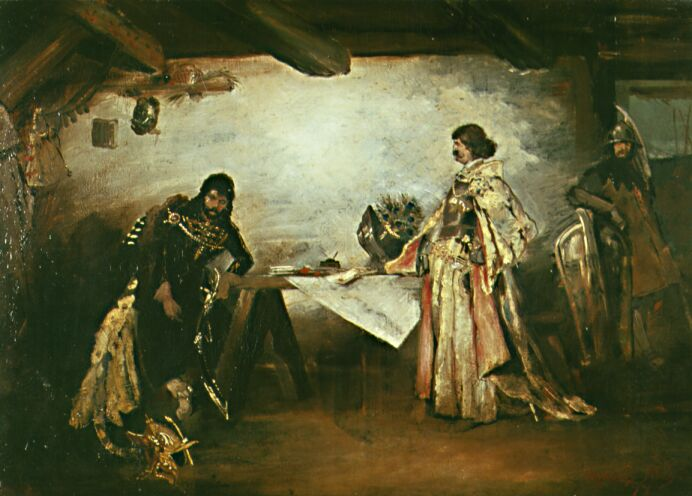
ミコラーシュ・アレシュ(画): イジーとマーチャーシュの会見。
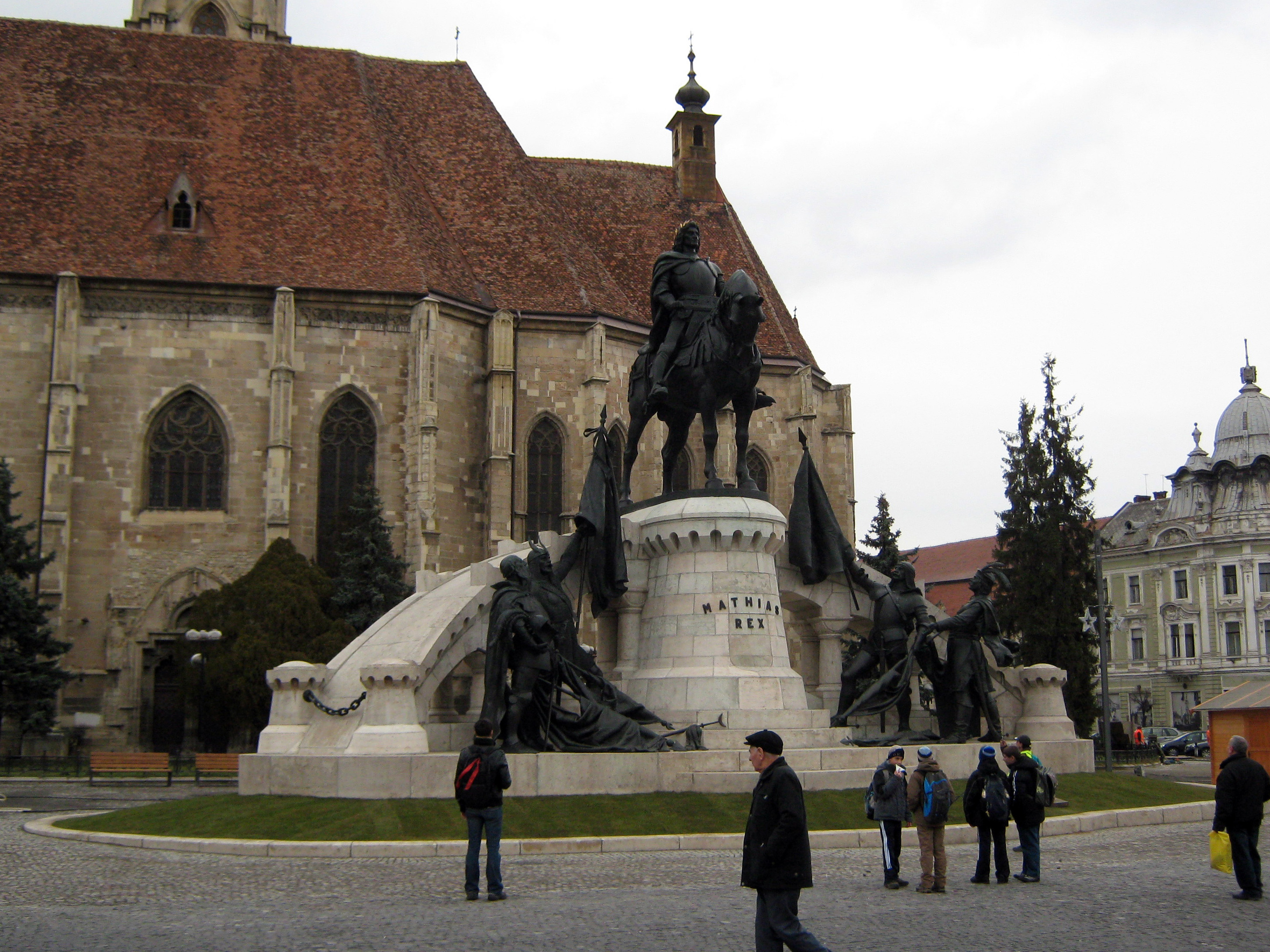
クルージュ＝ナポカに立つマーチャーシュと将軍の銅像。左から右にPál Kinizsi、Balázs Magyar、King Matthias、István Szapolyai と Stephen Báthory。
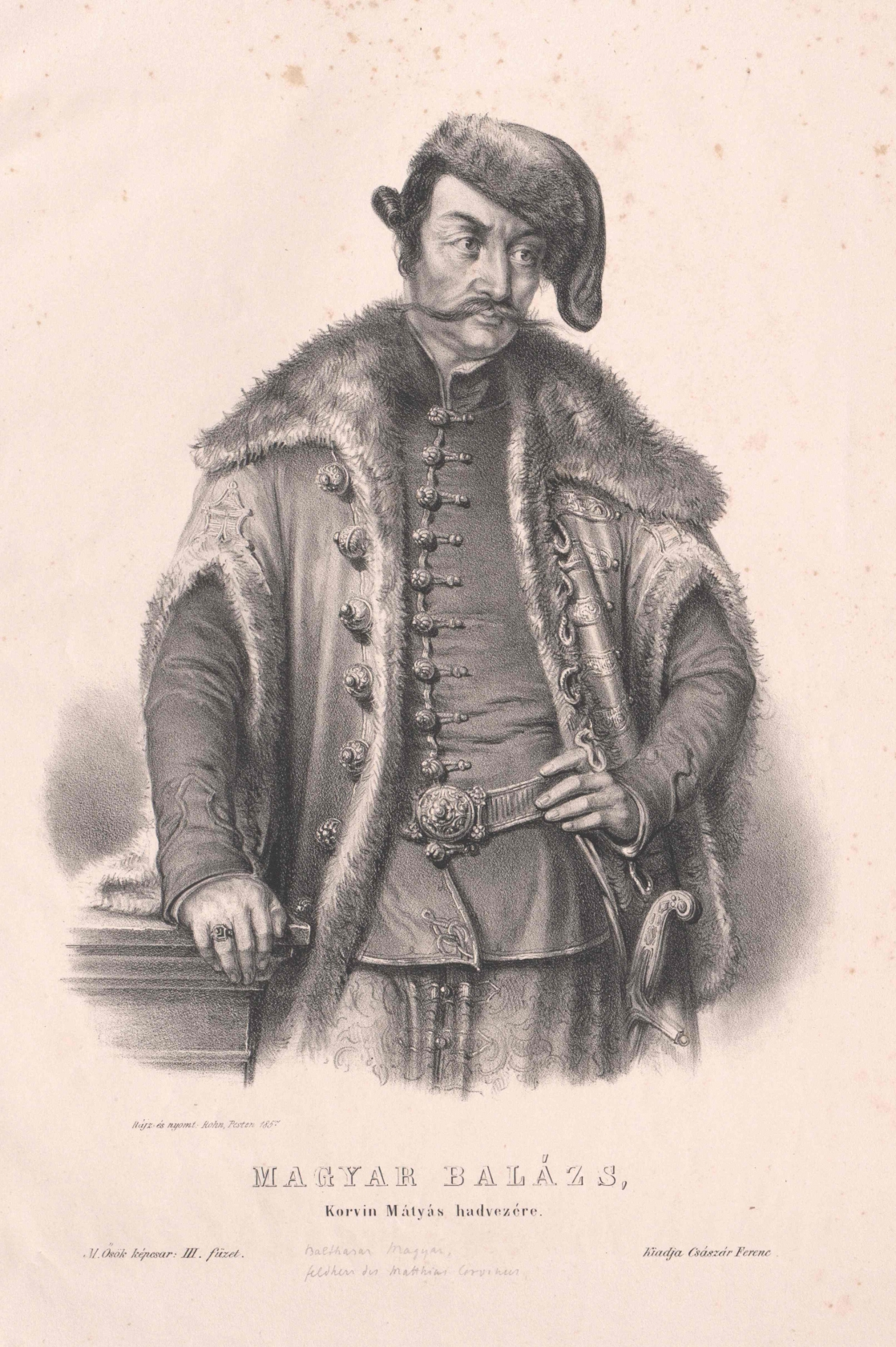
Balázs Magyarの肖像画。
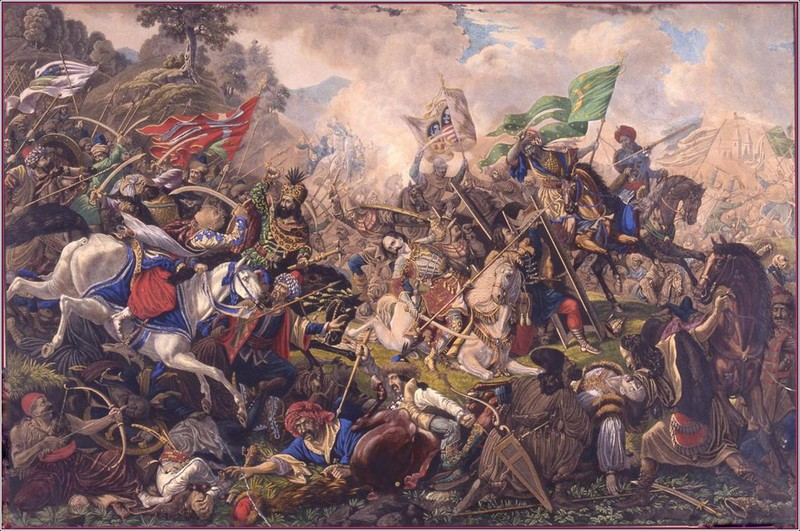
Breadfieldの戦い。
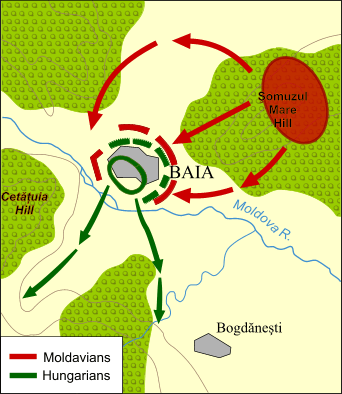
Baiaの戦闘図、ハンガリー軍の防御ないし包囲戦略の性格を有する典型的な荷馬車陣形が描かれている。マーチャーシュは後方で矢により負傷した。
Vasluiの戦闘図。
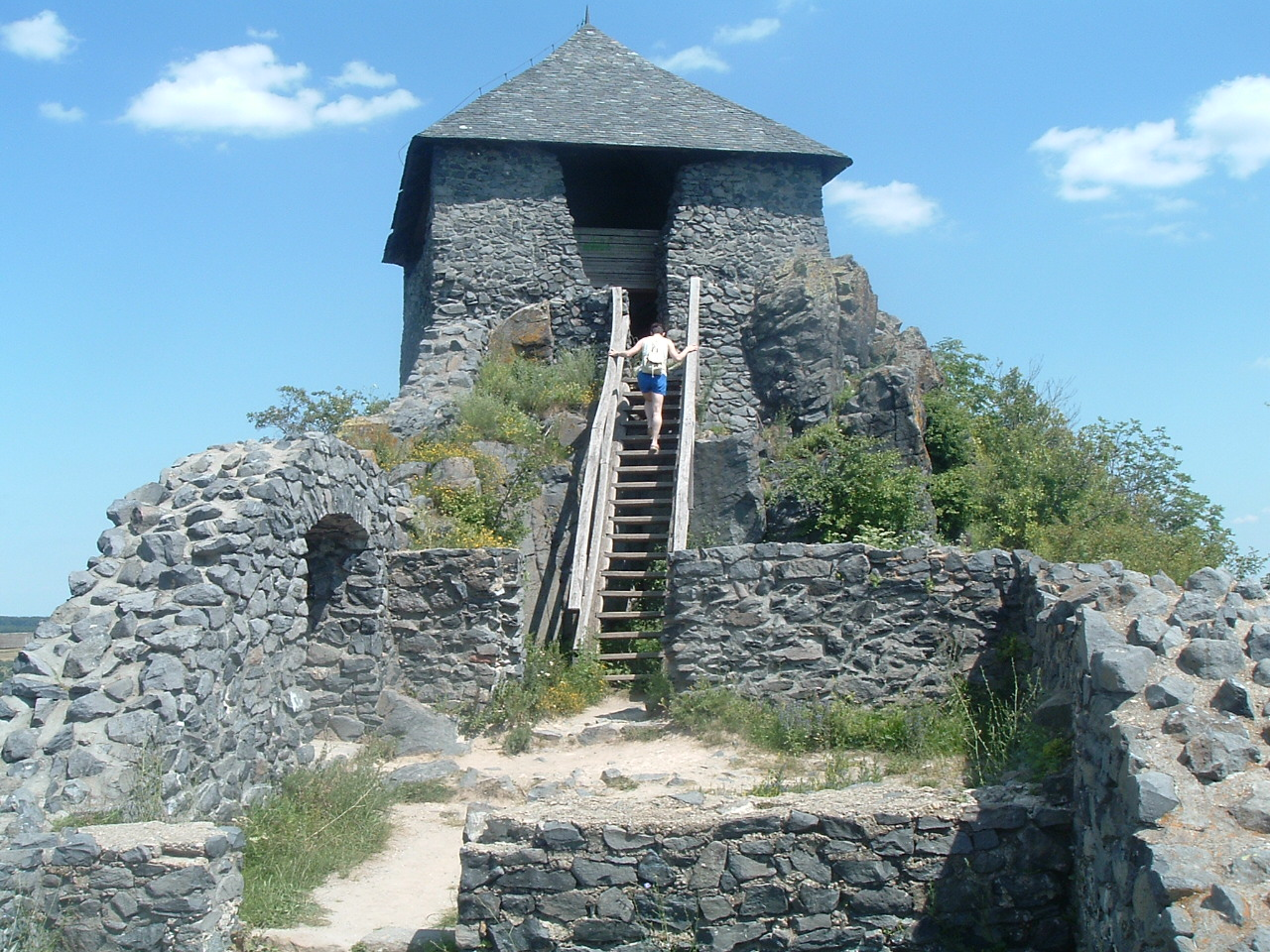
Salgó城。宿敵のヤン・イスクラが1450年に占領したが、1460年までにマーチャーシュが取り戻した。伝説ではマーチャーシュは頭を傷付けられ、その傷がマーチャーシュを怒らせて Zagyvafő 付近を襲撃して周囲の2つの城を破壊した[24]。

色ごろによる遠征の識別
| 対ボヘミア           |
| 対神聖ローマ帝国     |
| 対オスマン帝国       |
| 対モルダヴィア       |
| 対教皇国家           |
| 対ザクセン           |
| 対ヴェネツィア共和国 |
| 対ポーランド王国     |
| 対フス派             |

| Béla Nagy Ambrus Nagy Peter Dóczy Ladislaus Dóczy Francis Dóczy Emeric Nifor Jan Chepely en:Vuk Grgurević | Demeter Jaksics Francis Arifti Jan Adei Sebastian Abraham Michael Pétsei Markus Henei Ladislaus Henei |

| Def. | Vic. |

- † : 戦死した指揮官
۩
- 0 : 包囲した都市
- ≠ : 5000人未満のマイナーな戦闘